# Conservador de bienes raíces (Chile)

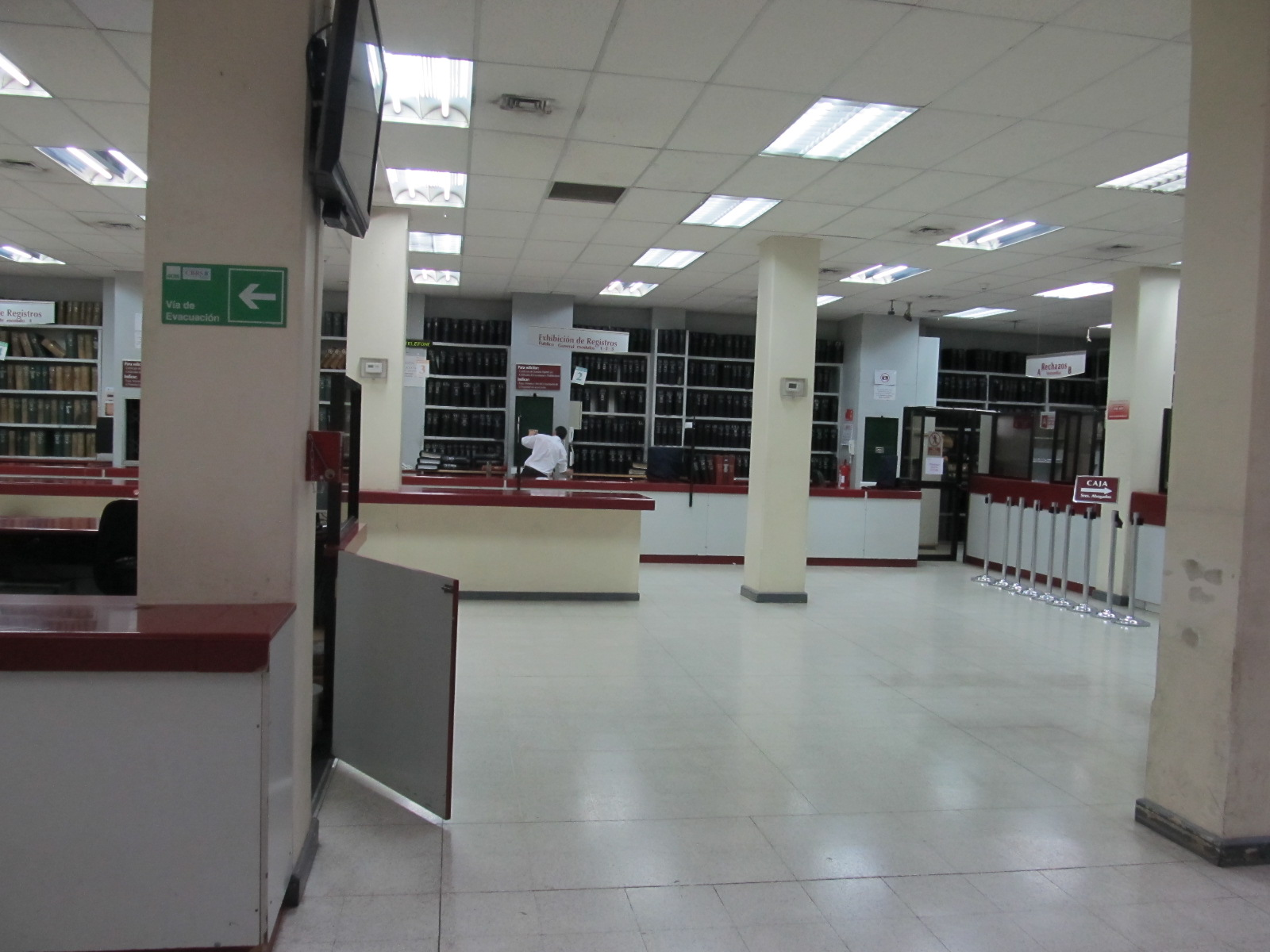
Oficinas de atención al público del Conservador de Bienes Raíces de Santiago.

En Chile, los conservadores de bienes raíces (CBR) son abogados, ministros de fe encargados de resguardar y actualizar los registros conservatorios de bienes raíces con objeto de mantener la historia de la propiedad inmueble y otorgar una completa publicidad a los gravámenes que pueden afectar a los bienes raíces. Estudian la legalidad y otorga validez a los títulos de propiedades, considerando la inscripción como requisito, prueba y garantía de la posesión.
La institución de los conservadores fue creada el 24 de junio de 1857, cuando se dictó el Reglamento del Registro Conservatorio de Bienes Raíces, en virtud de lo dispuesto en el artículo 695 del Código Civil.
El artículo 446 del Código Orgánico de Tribunales define a los conservadores como los ministros de fe encargados de los registros conservatorios de bienes raíces, de comercio, de minas, de accionistas de sociedades propiamente mineras, de asociaciones de canalistas, de prenda agraria, de prenda industrial, especial de prenda y demás que les encomienden las leyes.

## Registros que llevan
- Registros de Propiedades: Propiedades, Hipotecas y Gravámenes, Prohibiciones e Interdicciones y Libro de Repertorio.
- Registros de Comercio:  Comercio, Libro de Repertorio.
- Registros de Prenda:  Prenda industrial, Prohibición de Prenda Industrial, Especial de Prenda, Prenda Agraria y Prohibiciones de Prenda Agraria.
- Registros de Aguas:  Propiedad de Aguas, Hipotecas y Gravámenes de Aguas y Prohibiciones de Agua.
- Registros de Minas:  Descubrimientos, Propiedades, Accionistas, Hipotecas y Gravámenes y Prohibiciones de Prendas.

## Cobros y aranceles
Todos los cobros y aranceles asociados a cualquier trámite realizado por esta institución, son dictaminados y se encuentran regulados por el Ministerio de Justicia de Chile, con tasas fijas y montos mínimos y máximos por cada actuación. Estos últimos, quedan a criterio y disposición de cada uno de los conservadores de manera independiente.

## Críticas
Se ha criticado por diversos sectores que la regulación de los conservadores en Chile no es suficientemente transparente y tiene poca competencia, generando altos costos para los usuarios, así como ineficacia y lentitud. Respecto al nombramiento, se ha criticado que la regulación permitiría la corrupción, generando dudas sobre los nombramientos Ha sido debate desde hace tiempo en el debate público, pero por diversas razones la reforma no ha prosperado.